# Jiang Fang
Dans ce nom, le nom de famille, Jiang, précède le nom personnel.
Jiang Fang 蔣防 [蒋防] (début IXe siècle), auteur du chuanqi « Biographie de Petit-Jade Huo »   (Huo Xiaoyu zhuan 霍小玉傳)